# Машевский поселковый совет (Машевский район)
Ма́шевский поселко́вый сове́т (укр. Машівська селищна рада) — входит в состав Машевского района Полтавской области Украины.
Административный центр поселкового совета находится в пгт Машевка.

## История
- 1919 — дата образования.

## Населённые пункты совета
- пгт Машевка